# Jean du Bellay (évêque)
Pour les articles homonymes, voir Jean du Bellay.
Jean du Bellay ou Jean VI du Bellay, dit le Jeune, est un ecclésiastique français qui fut successivement évêque de Fréjus (1455-1462), puis Liste des évêques et archevêques de Poitiers (1462-1479).

## Biographie
Il est devenu évêque par l'entremise de René d'Anjou. Il remplace, à partir de 1462, Léon Guérinet comme évêque de Poitiers. Ce dernier, qui avait eu quelques soucis avec son chapitre, devient évêque de Fréjus.
Il est le neveu de Jean du Bellay ou Jean V du Bellay, dit l'Aîné, abbé de Saint-Florent-lès-Saumur de 1404 à 1431.
À partir de 1474, il laisse l'abbaye à son neveu Louis du Bellay.